# Masacre de Catavi
La denominada masacre de Catavi o matanza de Catavi fue el ataque por parte de fuerzas del ejército de Bolivia a los campamentos mineros de la mina de estaño en la localidad de Catavi, situada en el departamento de Potosí, en Bolivia, durante la jornada del 21 de diciembre de 1942, bajo la presidencia del Gral. Enrique Peñaranda, lo que después ocasionó su caída.

## Causas
El gobierno de Bolivia había colocado bajo control militar a todas las minas, con el argumento de garantizar el suministro de materias primas a los aliados durante la Segunda guerra mundial, lo que hacía necesario que las operaciones mineras se desarrollaran dentro de un marco de orden y seguridad.
Sin embargo, desde 1941 existían reclamos salariales no atendidos en los yacimientos de Uncía, Catavi y Siglo XX. Ante un reclamo de aumento salarial en el complejo Catavi-siglo XX, luego de una extensa negociación entre el Ministerio de Trabajo y la empresa explotadora, el 14 de diciembre de 1942 comenzó una huelga general. Frente a tal situación, el gobierno envió a la zona al regimiento Ingavi, al mando del coronel Luis Cuenca.

## La masacre de Catavi
Transcurrieron varios días en los que hubo conversaciones, tensión y amagos de violencia por parte de los representantes del gobierno y de la empresa. Finalmente, el 21 de diciembre de 1942, en dos oportunidades, las tropas destacadas en la mina dispararon contra los mineros y sus familias.
La primera serie de disparos fue realizada contra un grupo de mujeres que intentaba entrar en Catavi para buscar alimentos.
La segunda serie de disparos fue contra una gran manifestación que protestaba por las primeras muertes. En estos hechos, unos 200 soldados (dirigidos por tres oficiales) dispararon contra un grupo de más de 7000 trabajadores, mujeres y niños. Se estimó que, como consecuencia de estos hechos, fallecieron unos 20 hombres, mujeres y niños, y que hubo unos 50 heridos, entre ellos María Barzola, quien luego daría nombre al Campo María Barzola, que posteriormente sería lugar para la firma del decreto de nacionalización de minas de 1952.